# Ilmarinen (corazzata costiera)
La Ilmarinen era una corazzata costiera della Merivoimat, la marina militare finlandese; il suo nome deriva da quello dell'omonimo gigante mitologico. Insieme alla gemella Väinämöinen costituiva il gruppo di unità pesanti finlandesi durante la seconda guerra mondiale. Fu affondata da uno sbarramento minato sovietico, l'unico presente nell'area disseminato dai posamine Sneg e Tsiklon, il 13 settembre 1941.

## Servizio

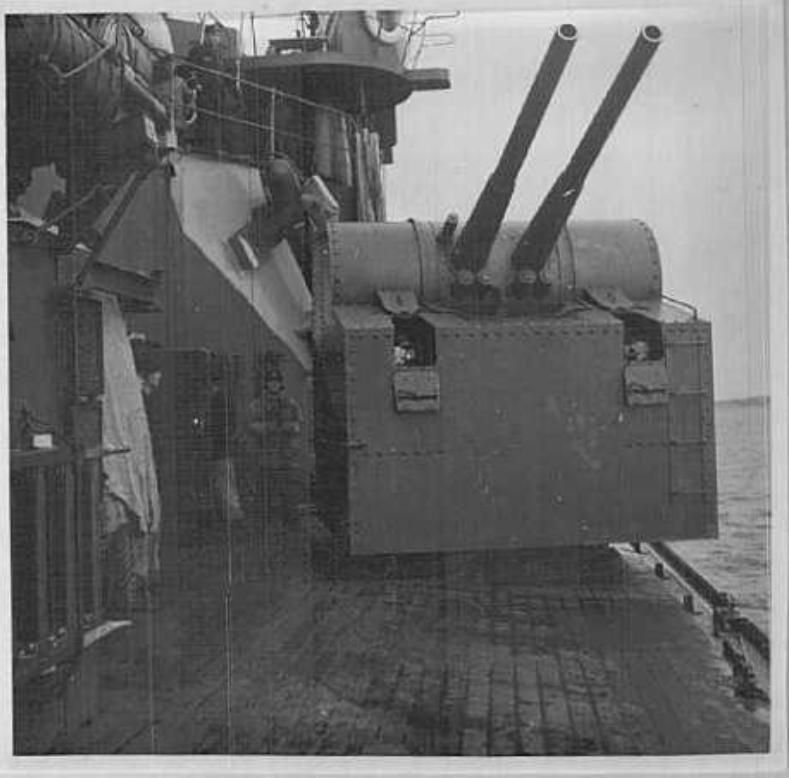
I cannoni da 105 mm delle navi della classe Väinämöinen

La nave prese servizio il 17 aprile 1934 e rappresentò la Finlandia alla rivista navale di Spithead del 1937. Durante la Guerra d'inverno il 30 novembre 1939 venne attaccata senza esito da alcuni bombardieri sovietici SB-2 mentre era all'ancora a Högsåra, e si spostò immediatamente a Lohmi in modo che la successiva ondata di attacco trovò l'ancoraggio vuoto. Per il resto della guerra venne spostata a Turku dove contribuì alla difesa antiaerea della città coi suoi pezzi da 105mm; per l'occasione i ponti vennero dipinti di bianco e la nave venne lasciata volutamente coperta di neve. Durante la Guerra di continuazione effettuò varie missioni di bombardamento a terra, senza confrontarsi con la marina sovietica, ma venne in una occasione (la battaglia di Bengtskär) attaccata da bombardieri Petlyakov Pe-2 che causarono un morto e vari feriti con le schegge delle bombe; dopo le riparazioni a Turku le postazioni scoperte vennero protette da sacchetti di sabbia in funzione antischegge. La successiva operazione fu quella durante la quale la nave andò persa.

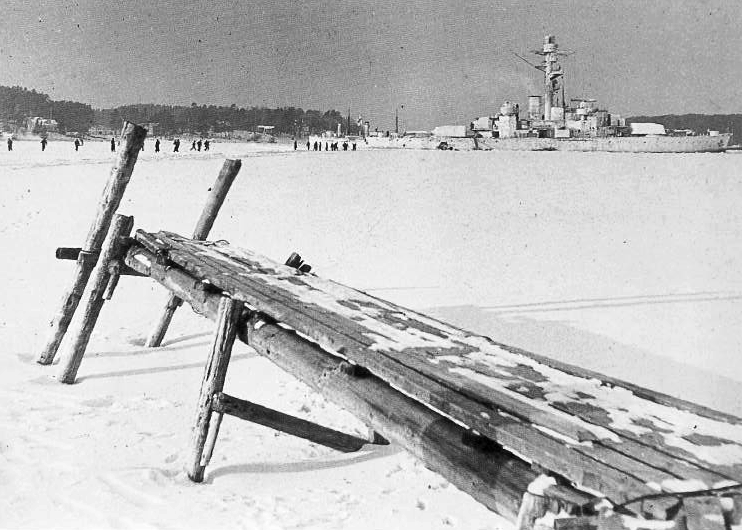
La Ilmarinen a Turku durante la Guerra d'inverno, con la pitturazione mimetica invernale.

In concomitanza dell'operazione Nordwind, il 13 settembre 1941, la nave venne impegnata in un gruppo navale che doveva scostituire una diversione mentre un convoglio doveva trasportare truppe destinate ad invadere le isole estoni di  Saaremaa e Hiiumaa; della squadra di appoggio facevano parte alcuni incrociatori tedeschi (Emden, Köln e Leipzig) ed alcuni cacciamine ed unità di scorta; la nave procedeva in posizione di testa dietro i cacciamine, e i suoi paramine intercettarono due mine sfuggite a questi, senza che l'equipaggio se ne rendesse conto. Quando venne dato l'ordine di virata, le due mine ruotarono con le catene dei paramine fino a colpire la nave e squarciarne lo scafo; la nave si capovolse affondando velocemente con la perdita di due terzi dell'equipaggio; un terzo degli uomini, 173 membri dell'equipaggio compreso il suo comandante Ragnar Göransson ed il comandante della marina finnica Commodoro Eero Rahola, venne raccolto dalle navi in zona, in particolare dalla nave pattuglia VMV-1. Tra i superstiti vi fu anche il tenente di vascello Viljo Revell, che divenne in seguito un affermato architetto.